# Deniche Hill
Deniche Hill (Parrocchia di Hamilton, 11 marzo 2004) è un calciatore bermudiano, centrocampista del settore giovanile del Leicester City e della nazionale bermudiana.

## Carriera

### Club
Nato a Bermuda, è cresciuto nel settore giovanile del Brooke House College; nel 2022 viene acquistato dal Leicester City, che lo aggrega alla formazione Under-21.

### Nazionale
Nel 2021 ha giocato tre partite con la nazionale bermudiana Under-20.
Il 4 giugno 2022 ha esordito con la nazionale maggiore bermudiana, disputando l'incontro pareggiato per 0-0 contro Haiti, valido per la CONCACAF Nations League 2022-2023.

## Statistiche

### Cronologia presenze e reti in nazionale
| Cronologia completa delle presenze e delle reti in nazionale ― Bermuda | Cronologia completa delle presenze e delle reti in nazionale ― Bermuda | Cronologia completa delle presenze e delle reti in nazionale ― Bermuda | Cronologia completa delle presenze e delle reti in nazionale ― Bermuda | Cronologia completa delle presenze e delle reti in nazionale ― Bermuda | Cronologia completa delle presenze e delle reti in nazionale ― Bermuda | Cronologia completa delle presenze e delle reti in nazionale ― Bermuda | Cronologia completa delle presenze e delle reti in nazionale ― Bermuda |
| Data                                                                   | Città                                                                  | In casa                                                                | Risultato                                                              | Ospiti                                                                 | Competizione                                                           | Reti                                                                   | Note                                                                   |
| ---------------------------------------------------------------------- | ---------------------------------------------------------------------- | ---------------------------------------------------------------------- | ---------------------------------------------------------------------- | ---------------------------------------------------------------------- | ---------------------------------------------------------------------- | ---------------------------------------------------------------------- | ---------------------------------------------------------------------- |
| 4-6-2022                                                               | Hamilton                                                               | Bermuda                                                                | 0 – 0                                                                  | Haiti                                                                  | CONCACAF Nations League 2022-2023 - Fase a gironi                      | -                                                                      | 79’                                                                    |
| 25-3-2023                                                              | Hamilton                                                               | Bermuda                                                                | 0 – 2                                                                  | Guyana                                                                 | CONCACAF Nations League 2022-2023 - Fase a gironi                      | -                                                                      | 60’                                                                    |
| Totale                                                                 |                                                                        | Presenze                                                               | 2                                                                      |                                                                        | Reti                                                                   | 0                                                                      |                                                                        |